# Тесьма (приток Ая)
Тесьма́ (в верховье Большая Тесьма) — река в России на Южном Урале, протекает в Златоустовском городском округе Челябинской области. Исток между хребтами Большой Таганай и Назминский, в 3,5 км на запад-юго-запад от горы Круглица. Устье реки находится в 451 км по правому берегу реки Ай (Златоустовский пруд). Длина реки 18 км, площадь водосборного бассейна 147 км². Исток на высоте около 750 м, высота устья — 413 м над уровнем моря. По гидрологическому режиму Тесьма — горная река. Весеннее половодье бурное и быстрое (несколько дней), начинается в конце апреля. Повторный подъём воды в середине мая из-за таяния снега в горах. Температура воды летом не превышает 14 — 16°. В суровые зимы на отдельных участках река перемерзает. Вода чистая и слабо минерализованная (не более 60 мг/л). Средний многолетний расход 10,4 м³/с, годовой объём стока 327,6 млн. м³.
Слева в Тесьму впадает 8 притоков, самый крупный из них — Малая Тесьма в 3,5 км от устья, справа — два притока.
На реке создано два водохранилища: первое — затопленные в конце 1920-х годов старые выработки Таганайского рудника, и ниже его по течению Больше-Тесьминское водохранилище, созданное в середине 1970-х годов. Из последнего снабжаются водой некоторые районы города.
Топоним пытаются вывести из башкирского ТЕЗМЭ — «горная цепь», тем более что и Большая Тесьма, и Малая Тесьма протекают среди высоких гор.

## Данные водного реестра
По данным государственного водного реестра России относится к Камскому бассейновому округу, водохозяйственный участок реки — Ай от истока и до устья, речной подбассейн реки — Белая. Речной бассейн реки — Кама.
Код объекта в государственном водном реестре — 10010201012111100021511.